# Persone di nome Brian/Calciatori
| Questa pagina contiene informazioni ricavate automaticamente dalle voci biografiche con l'ausilio del template Bio e di un bot. L'aggiornamento è periodico e automatico e ricostruisce completamente la pagina. Se manca una persona in questa lista, sei pregato di non aggiungerla, ma accertati piuttosto che la sua voce biografica contenga il template Bio e che i dati anagrafici siano correttamente compilati. Se il template Bio manca, inseriscilo tu stesso o, in alternativa, metti l'avviso {{tmp\|Bio}} che ne segnala la mancanza. Se i dati riportati sono sbagliati, correggi direttamente la voce biografica; le modifiche saranno visibili in questa lista entro pochi giorni. Per chiarimenti vedi il progetto antroponimi. La lista contiene solo le 108 persone che sono citate nell'enciclopedia e per le quali è stato implementato correttamente il template Bio. Pagina aggiornata al 16 ott 2024. |

Questa è una lista di persone presenti nell'enciclopedia che hanno il nome Brian e sono calciatori.

## A(3)
- Brian Aguilar, calciatore argentino (Avellaneda, n. 2003)
- Brian Aguirre, calciatore argentino (Granadero Baigorria, n. 2003)
- Brian Attley, ex calciatore gallese (Cardiff, n. 1955)

## B(9)
- Brian Badza, ex calciatore zimbabwese (n. 1979)
- Brian Baloyi, ex calciatore sudafricano (Alexandra, n. 1974)
- Brian Bason, ex calciatore inglese (Epsom, n. 1955)
- Brian Bayeye, calciatore congolese (Repubblica Democratica del Congo) (Parigi, n. 2000)
- Brian Behrendt, calciatore tedesco (Bremervörde, n. 1991)
- Brian Blasi, calciatore argentino (Santa Fe, n. 1996)
- Brian Brendell, ex calciatore namibiano (Rehoboth, n. 1986)
- Brian Brobbey, calciatore olandese (Amsterdam, n. 2002)
- Brian Brown, calciatore giamaicano (Sandy Bay, n. 1992)

## C(5)
- Brian Calderara, calciatore argentino (Crespo, n. 1998)
- Brian Carroll, ex calciatore statunitense (Springfield, n. 1981)
- Brian Clark, calciatore inglese (Bristol, n. 1943 - Cardiff, † 2010)
- Brian Connor, ex calciatore anguillano (Taplow, n. 1969)
- Brian Cufré, calciatore argentino (Mar del Plata, n. 1996)

## D(4)
- Brian De Keersmaecker, calciatore belga (Bornem, n. 2000)
- Louie Donowa, ex calciatore inglese (Ipswich, n. 1964)
- Brian Dorby, calciatore seychellese (n. 1982)
- Brian Dunseth, ex calciatore statunitense (Upland, n. 1977)

## E(1)
- Brian Easton, calciatore scozzese (Glasgow, n. 1988)

## F(7)
- Brian Farioli, calciatore argentino (Santa Fe, n. 1998)
- Brian Fernández, calciatore argentino (Santa Fe, n. 1994)
- Brian Ferrares, calciatore uruguaiano (Montevideo, n. 2000)
- Brian Ferreira, calciatore argentino (Buenos Aires, n. 1994)
- Brian Figueroa, calciatore messicano (Città del Messico, n. 1998)
- Brian Gabriel Flores, calciatore portoricano (n. 2003)
- Brian Flynn, ex calciatore e allenatore di calcio gallese (Port Talbot, n. 1955)

## G(12)
- Brian Gallagher, calciatore inglese (Oldham, n. 1938 - † 2011)
- Brian Gant, ex calciatore canadese (Vancouver, n. 1952)
- Brian García, calciatore messicano (León, n. 1997)
- Brian Gartland, ex calciatore irlandese (Dublino, n. 1986)
- Brian Gayle, ex calciatore inglese (Kingston upon Thames, n. 1965)
- Brian Godfrey, calciatore e allenatore di calcio gallese (Flint, n. 1940 - Cipro, † 2010)
- Brian González, calciatore uruguaiano (Montevideo, n. 1999)
- Brian Graham, calciatore scozzese (Glasgow, n. 1987)
- Brian Greenhoff, calciatore inglese (Barnsley, n. 1953 - Rochdale, † 2013)
- Brian Gutiérrez, calciatore statunitense (Berwyn, n. 2003)
- Lautaro Guzmán, calciatore argentino (Villa María, n. 2000)
- Brian Gómez, calciatore argentino (San Justo, n. 1994)

## H(7)
- Brian Hardman, ex calciatore neozelandese
- Brian Heslop, ex calciatore inglese (Carlisle, n. 1947)
- Brian Hill, ex calciatore inglese (Mansfield, n. 1942)
- Brian Hill, calciatore inglese (Sheffield, n. 1937 - † 1968)
- Brian Hornsby, ex calciatore inglese (Great Shelford, n. 1954)
- Brian Howard, ex calciatore inglese (Winchester, n. 1983)
- Brian Hughes, calciatore e allenatore di calcio gallese (Skewen, n. 1937 - † 2018)

## I(2)
- Brian Idowu, calciatore russo (San Pietroburgo, n. 1992)
- Brian Irvine, ex calciatore scozzese (Bellshill, n. 1965)

## J(4)
- Brian Paldan Jensen, ex calciatore danese (Nørrebro, n. 1975)
- Brian Jensen, ex calciatore danese (Glostrup, n. 1968)
- Brian Joicey, ex calciatore inglese (Winlaton, n. 1945)
- Brian Joy, ex calciatore inglese (Salford, n. 1951)

## K(2)
- Brian Kaltak, calciatore vanuatuano (Port Vila, n. 1993)
- Brian Kidd, ex calciatore e allenatore di calcio inglese (Manchester, n. 1949)

## L(10)
- Brian Labone, calciatore inglese (Liverpool, n. 1940 - Liverpool, † 2006)
- Brian Laudrup, ex calciatore danese (Vienna, n. 1969)
- Brian Laws, ex calciatore e allenatore di calcio inglese (Wallsend, n. 1961)
- Brian Leizza, calciatore argentino (Buenos Aires, n. 2000)
- Brian Lloyd, ex calciatore gallese (St Asaph, n. 1948)
- Brian Lluy, calciatore argentino (Pergamino, n. 1989)
- Brian van Loo, ex calciatore olandese (Almelo, n. 1975)
- Brian Lozano, calciatore uruguaiano (Montevideo, n. 1994)
- Thaylor Lubanzadio, calciatore spagnolo (Bilbao, n. 1994)
- Abel Luciatti, calciatore argentino (Morón, n. 1993)

## M(12)
- Brian MacReady, calciatore inglese (Leicester, n. 1942 - Sutton Coldfield, † 2017)
- Brian Mandela, calciatore keniota (Nairobi, n. 1994)
- Brian Mansilla, calciatore uruguaiano (Dolores, n. 2002)
- Brian Marwood, ex calciatore e dirigente sportivo inglese (Seaham, n. 1960)
- Brian McAllister, ex calciatore scozzese (Glasgow, n. 1970)
- Brian McCaul, calciatore nordirlandese (Belfast, n. 1990)
- Brian Mieres, calciatore argentino (Paso de los Libres, n. 1995)
- Brian Miller, calciatore e allenatore di calcio inglese (Hapton, n. 1937 - Burnley, † 2007)
- Brian Montenegro, calciatore paraguaiano (Asunción, n. 1993)
- Brian Mullan, ex calciatore statunitense (Mineola, n. 1978)
- Brian Murphy, calciatore irlandese (Waterford, n. 1983)
- Brian Mwila, calciatore zambiano (Ndola, n. 1994)

## N(2)
- Brian Nielsen, calciatore danese (Herlev, n. 1987)
- Brian Nievas, calciatore argentino (Diamante, n. 1998)

## O(5)
- Brian Ocampo, calciatore uruguaiano (Florida, n. 1999)
- Brian Oddei, calciatore ghanese (Accra, n. 2002)
- Brian Oliván, calciatore spagnolo (Barcellona, n. 1994)
- Brian Olsen, calciatore faroese (n. 1985)
- Brian Orosco, calciatore argentino (Mendoza, n. 1998)

## P(6)
- Brian Perez, ex calciatore gibilterriano (Gibilterra, n. 1986)
- Brian Perk, ex calciatore statunitense (Yorba Linda, n. 1989)
- Brian Peña, calciatore spagnolo (Vilafranca del Penedès, n. 2002)
- Brian Pilkington, calciatore inglese (Leyland, n. 1933 - † 2020)
- Brian Pillinger, ex calciatore inglese (Londra)
- Brian Plat, calciatore olandese (Volendam, n. 2000)

## R(3)
- Brian Rowan, calciatore scozzese (Glasgow, n. 1948 - † 2021)
- Brian Rowe, ex calciatore statunitense (Chicago, n. 1988)
- Brian Rubio, calciatore messicano (Guadalajara, n. 1996)

## S(5)
- Brian Said, ex calciatore maltese (La Valletta, n. 1973)
- Brian Sarmiento, calciatore argentino (Rosario, n. 1990)
- Brian Shelley, ex calciatore irlandese (Dublino, n. 1981)
- Brian Smith, calciatore e allenatore di calcio inglese (Bolton, n. 1955 - Bolton, † 2013)
- Brian Span, ex calciatore statunitense (Somers, n. 1992)

## T(4)
- Matías Tavares, calciatore uruguaiano (San Carlos, n. 1997)
- Brian Torrealba, calciatore cileno (Rancagua, n. 1997)
- Brian Tuhiana, calciatore papuano (n. 1982)
- Brian Hämäläinen, calciatore danese (Allerød, n. 1989)

## U(1)
- Brian Umony, calciatore ugandese (Jinja, n. 1988)

## V(1)
- Brian Vandenbussche, ex calciatore belga (Blankenberge, n. 1981)

## W(3)
- Brian West, ex calciatore statunitense (LaGrange, n. 1978)
- Brian White, calciatore statunitense (Flemington, n. 1996)
- Brian Woodall, calciatore inglese (Chester, n. 1948 - Chester, † 2007)